# François-Paul Berthier
Pour les articles homonymes, voir Berthier.
François-Paul Berthier, né le 26 novembre 1772 à Barraux où il est mort le 13 janvier 1856 est un militaire français.

## Biographie
Canonnier au 4e régiment d'artillerie à pied le 21 décembre 1789, Berthier fit les campagnes de 1791 et 1792 à l'armée des Alpes, et passa brigadier dans le 5e d'artillerie à cheval le 25 avril 1793. Il servit alors au siège de Toulon, à l'armée des Pyrénées-Occidentales en l'an II et en l'an III, à celle d'Italie pendant les ans IV et V, et le 15 prairial de cette dernière année il entra dans la compagnie des guides du général en chef Bonaparte.
Il partit pour l'Égypte le 30 floréal an VI, se trouva à la prise de Malte et d'Alexandrie, et devint maréchal-des-logis sur le champ de bataille des Pyramides.
lieutenant en premier le 10 messidor an VII, il embarqua pour l'Europe le 7 fructidor avec le général en chef et entra le 3 nivôse an VIII, avec son grade dans l'artillerie à cheval de la garde des consuls, avec laquelle il combattit à Marengo.
Lieutenant en premier le 15 ventôse an X, il suivit sa compagnie à l'armée des côtes de l'Océan : reçut le 25 prairial an XII la décoration de la Légion d'honneur, et le 4e jour complémentaire an XIII le grade de capitaine en second.
Employé à la Grande Armée en l'an XIV et en 1806, il obtint, le 1er mai, de cette dernière année le brevet de capitaine en premier.
Cet officier quitta la Grande Armée, à la fin de 1807, pour faire la campagne d'Espagne où, le 2 mai 1808, il eut le bras gauche fracassé par un boulet.
Cette blessure le mit hors d'état de continuer un service actif. Napoléon lui conféra alors le titre de chevalier de l'Empire (lettres patentes du 29 août 1810), et le nomma chef d'escadron le 27 novembre 1809 avec le titre de commandant d'armes de 4e classe. Admis au traitement de non-activité le 22 janvier 1810, l'Empereur lui confia, le 6 mars 1811 le commandement de Leeuwarden (département de la Frise). L'état de sa santé ne lui permit de conserver cet emploi que jusqu'au 5 septembre suivant.
Nommé le 17 mai 1813 au commandement de la place de Porto Ercole, il y servit jusqu'à l'époque où l’abdication de Napoléon a donné un nouveau gouvernement à la France.
Pendant les Cent-Jours, Napoléon se souvenant du guide de l'armée d'Égypte, le nomma le 29 mai 1815 commandant d'armes à La Fère. Quelques jours après Waterloo, un nouveau corps de Prussiens marchant sur Paris, commandé par le général Zieten, s’arrête le 25 juin 1815 devant La Fère : le maréchal de camp François-Paul Berthier décide de défendre la place avec une faible garnison malgré la désertion d'une partie de la garde nationale. Les Prussiens n'insistent guère et continuent leur chemin vers Paris.
Admis à la retraite le 9 avril 1816, il s’est retiré dans son pays natal.

## Décorations
- Légion d'honneur :
  - Légionnaire (25 prairial an XII), puis,
  - Officier de la Légion d'honneur (21 février 1854).